# Cecil Blacker

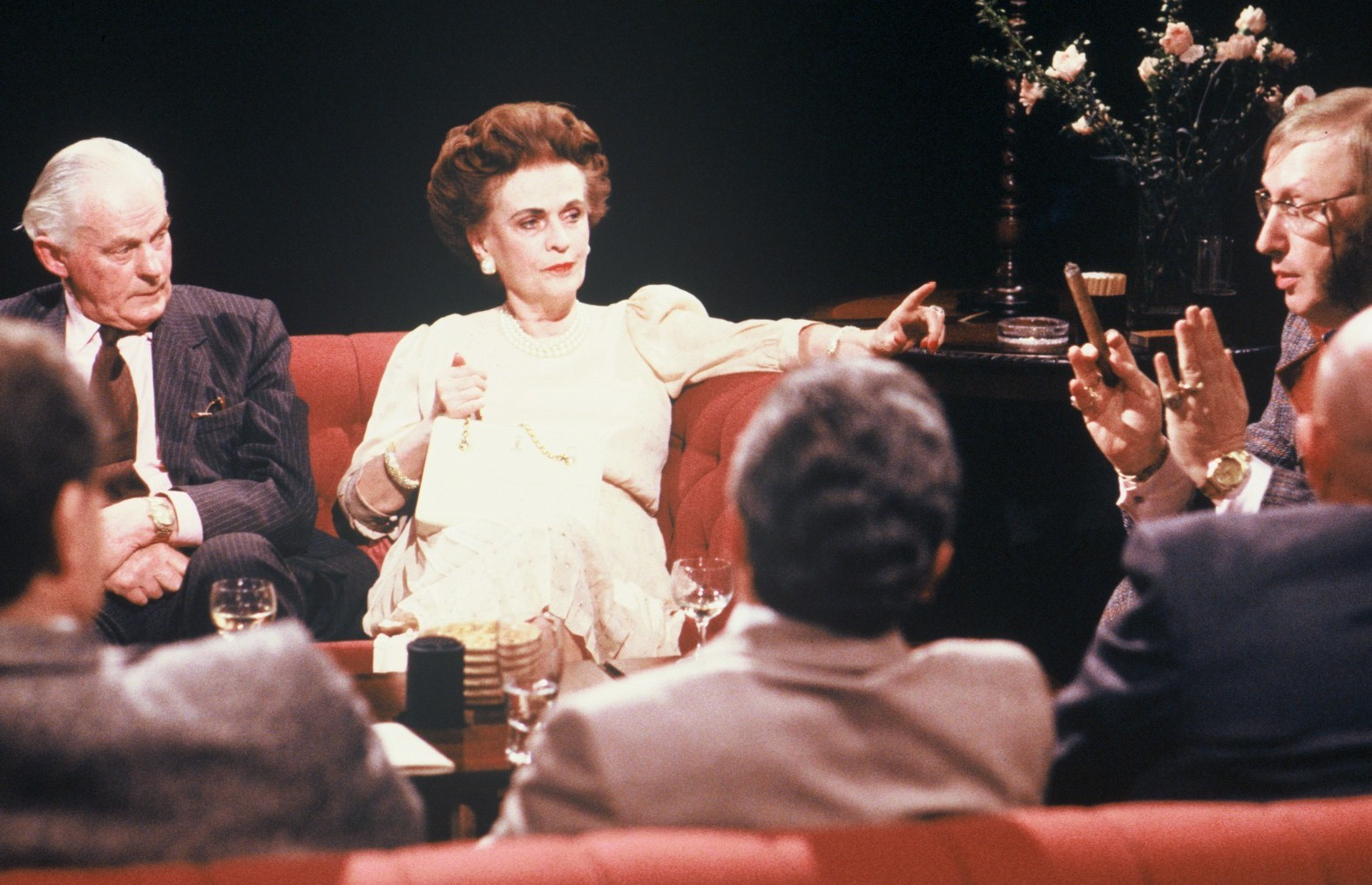
Sir Cecil Blacker (links) in der Talkshow After Dark (9. April 1988)

Sir Cecil Hugh Blacker, GCB, OBE, MC (* 4. Juni 1916 in York; † 18. Oktober 2002) war ein britischer Offizier der British Army, der unter anderem als General zwischen 1973 und 1976 Generaladjutant des Heeres (Adjutant-General to the Forces) war.

## Leben
Cecil Hugh Blacker, Sohn von Norman Valentine Blacker und dessen Ehefrau Olive Georgina Hope, absolvierte nach dem Besuch des Wellington College in Berkshire eine Offiziersausbildung am Royal Military College Sandhurst und trat nach deren Abschluss 1936 als Second Lieutenant der 5th Royal Inniskilling Dragoon Guards in die British Army ein. Er fand zahlreiche Verwendungen als Offizier und Stabsoffizier. Während des Zweiten Weltkrieges wurde ihm für seinen Einsatz in der Schlacht um Caen während der Operation Goodwood 1944 das Military Cross (MC) verliehen. Nach Kriegsende folgten verschiedene weitere Verwendungen in der British Army wie zum Beispiel als Kommandeur (Commanding Officer) der Kavallerieregimenter 23rd Hussars und 5th Royal Inniskilling Dragoon Guards. 1960 wurde er als Officer des Order of the British Empire (OBE) ausgezeichnet.
Als Brigadier war Blacker zwischen April 1960 und Juni 1962 stellvertretender Kommandant der Royal Military Academy Sandhurst und danach von Juni 1962 bis Juni 1964 Kommandeur der 39. Infanteriebrigade. Als Major-General löste er im August 1964 Major-General Michael Carver als Kommandierender General (General Officer Commanding) der 3. Division (3rd Division) ab und verblieb in dieser Funktion bis Juni 1966, woraufhin Major-General Tony Deane-Drummond sein dortiger Nachfolger wurde. Im Anschluss wechselte er ins Verteidigungsministerium (Ministery of Defence) und war dort zwischen Juni 1966 und März 1969 Leiter der Abteilung Stabsdienste (Director of Staff Duties). Während dieser Zeit wurde er für seine Verdienste 1967 Companion des Order of the Bath (CB).
Am 14. Juni 1969 wurde Cecil Blacker zum Knight Commander des Order of the Bath (KCB) geschlagen und führte fortan das Prädikat „Sir“. Er wurde im Juni 1969 als Lieutenant-General Nachfolger von Lieutenant-General Walter Walker Oberkommandierender des Heereskommandos Nord (General Officer Commanding-in-Chief, Northern Command) und bekleidete diesen Posten bis zu seiner Ablösung durch Lieutenant-General William Jackson im November 1975. Danach löste er im Dezember 1970 Lieutenant-General Victor FitzGeorge-Balfour als stellvertretender Chef des Generalstabes des Heeres (Vice-Chief of the General Staff) ab und hatte dieses Amt bis April 1973 inne, woraufhin Lieutenant-General David Fraser seine Nachfolge antrat. Von 1972 bis 1981 amtierte er als Colonel of the Regiment der 5th Royal Inniskilling Dragoon Guards.
Zuletzt wurde Blacker General und übernahm im Juni 1973 von General John Mogg die Funktion als Generaladjutant des Heeres (Adjutant-General to the Forces). Er war als solcher bis zu seiner anschließenden Ablösung durch General Jack Harman im Juni 1976 im Verteidigungsministerium zuständig für die Entwicklung der Personalpolitik und der Unterstützung der Armee. Darüber hinaus fungierte er als Aide-de-camp General von Königin Elisabeth II. in den Jahren 1974 bis 1976. Am 1. Januar 1975 wurde er des Weiteren zum Knight Grand Cross des Order of the Bath (GCB) erhoben.
Aus seiner am 26. Februar 1947 geschlossenen Ehe mit Felicity Mary Buxton, Tochter von Major Ivor Buxton and Phyllis Dorothy Barclay, gingen zwei Söhne hervor. Der ältere Sohn ist der Schriftsteller und Journalist Terence Blacker und der jüngere Sohn der Jockey Philip Blacker.